# Анастасијевић (презиме)
Анастасијевић је српско презиме, патроним настало од датог имена Анастасије. Може се односити на:
- Драгутин Анастасијевић (1877—1950), српски византиниста и филолог, члан Српске академије наука и уметности.
- Миша Анастасијевић (1803—1885), други најбогатији човек у Србији у 19. веку, успешним извозом соли из Влашке и Молдавије и пословним партнерством са најбогатијим Милошем Обреновићем И, кнезом српским. Био је и дунавски капетан, а од кнеза Милоша стекао је значајне користи. Био је први јавни добротвор у Србији и организатор разних балова београдске буржоазије.